# Radek Štěpán
Pour les articles homonymes, voir Štěpán.
Radek Štěpán (né le 2 juin 1979 à Děčín en Tchécoslovaquie, aujourd'hui ville de République tchèque) est un joueur professionnel de hockey sur glace.

## Carrière
Il joue son premier match en Élite en jouant au sein de l'équipe du HC Velvana Kladno dans l'Extraliga tchèque en 1996. La saison suivante, il joue également un match.
Pour la saison 1998-99, il décide de quitter son pays et tente sa chance en Amérique du Nord et plus précisément au Québec en jouant pour les Papetiers de Windsor de la Ligue de hockey semi-professionnelle du Québec. En 2002-03, il aide son équipe à finir à la première place de la division de l'Est.
À la suite de cette belle saison, il signe en France pour les Diables noirs de Tours pour la saison 2003-2004 du championnat de France. En 2004, les Diables vont décrocher une seconde place au classement général mais malheureusement pour l'équipe, des soucis financiers viennent gâcher la fête du côté « Tourangeau ». Finalement l'équipe est rétrogradée administrativement en seconde division. Štěpán décide malgré tout de rester au club et il va aider son équipe à franchir les paliers pour finalement revenir pour la saison 2007-2008  en Ligue Magnus. En mars 2007, Robert Millette accorde sa confiance à Štěpán en le désignant assistance capitaine en compagnie de Claude Devèze du québéco-italien Dominic Perna.

## Statistiques
Pour les significations des abréviations, voir Statistiques du hockey sur glace.
| Saison    | Équipe                  | Ligue        |    | Saison régulière | Saison régulière | Saison régulière | Saison régulière | Saison régulière |   | Séries éliminatoires | Séries éliminatoires | Séries éliminatoires | Séries éliminatoires | Séries éliminatoires |
| Saison    | Équipe                  | Ligue        | PJ | B                | A                | Pts              | Pun              | PJ               | B | A                    | Pts                  | Pun                  |                      |                      |
| 1996-1997 | HC Velvana Kladno       | Extraliga    | 1  | 0                | 0                | 0                | 2                |                  |   |                      |                      |                      |                      |                      |
| 1997-1998 | HC Velvana Kladno       | Extraliga    | 1  | 0                | 0                | 0                | 0                |                  |   |                      |                      |                      |                      |                      |
| 1998-1999 | Papetiers de Windsor    | LHSPQ        | 18 | 2                | 10               | 12               | 43               | -                | - | -                    | -                    | -                    |                      |                      |
| 1999-2000 | Papetiers de Windsor    | LHSPQ        | 36 | 1                | 10               | 11               | 79               | -                | - | -                    | -                    | -                    |                      |                      |
| 1999-2000 | Brahmas de Fort Worth   | WPHL         | 22 | 0                | 1                | 1                | 28               | -                | - | -                    | -                    | -                    |                      |                      |
| 2000-2001 | Brahmas de Fort Worth   | WPHL         | 1  | 0                | 0                | 0                | 2                | -                | - | -                    | -                    | -                    |                      |                      |
| 2001-2002 | Cousin de St.-Hyacinthe | LHSPQ        | 36 | 0                | 1                | 1                | 66               | 18               | 0 | 2                    | 2                    | 24                   |                      |                      |
| 2002-2003 | Cousin de St.-Hyacinthe | LHSPQ        | 48 | 0                | 8                | 8                | 101              | 4                | 0 | 0                    | 0                    | 6                    |                      |                      |
| 2003-2004 | Diables noirs de Tours  | Super 16     | 26 | 1                | 2                | 3                | 96               | 3                | 0 | 0                    | 0                    | 6                    |                      |                      |
| 2004-2005 | Diables noirs de Tours  | Ligue Magnus | 28 | 0                | 3                | 3                | 117              | 11               | 0 | 1                    | 1                    | 28                   |                      |                      |
| 2005-2006 | Diables noirs de Tours  | Division 2   | 24 | 5                | 20               | 25               | 105              | 4                | 0 | 1                    | 1                    | 12                   |                      |                      |
| 2006-2007 | Diables noirs de Tours  | Division 1   | 28 | 5                | 11               | 16               | 112              | -                | - | -                    | -                    | -                    |                      |                      |
| 2007-2008 | Diables noirs de Tours  | Ligue Magnus | 26 | 0                | 2                | 2                | 36               | 5                | 0 | 0                    | 0                    | 2                    |                      |                      |
| 2008-2009 | Diables noirs de Tours  | Ligue Magnus | 26 | 1                | 5                | 6                | 60               | 2                | 0 | 0                    | 0                    | 2                    |                      |                      |
| 2009-2010 | Diables noirs de Tours  | Division 2   | 18 | 4                | 13               | 17               | 12               | 4                | 1 | 1                    | 2                    | 27                   |                      |                      |
| 2010-2011 | Remparts de Tours       | Division 3   | 10 | 7                | 11               | 18               | 30               | 6                | 3 | 9                    | 12                   | 4                    |                      |                      |
| 2011-2012 | Remparts de Tours       | Division 2   | 18 | 5                | 13               | 18               | 66               | 6                | 0 | 5                    | 5                    | 20                   |                      |                      |
| 2012-2013 | Remparts de Tours       | Division 2   | 9  | 4                | 1                | 5                | 2                | 2                | 0 | 3                    | 3                    | 2                    |                      |                      |
| 2015-2016 | Remparts de Tours       | Division 1   | 6  | 1                | 0                | 1                | 43               | -                | - | -                    | -                    | -                    |                      |                      |